# Centemopsis filiformis
Centemopsis filiformis là loài thực vật có hoa thuộc họ Dền. Loài này được (E.A.Bruce) C.C.Towns. mô tả khoa học đầu tiên năm 1977.